# IJzeroxidepellets

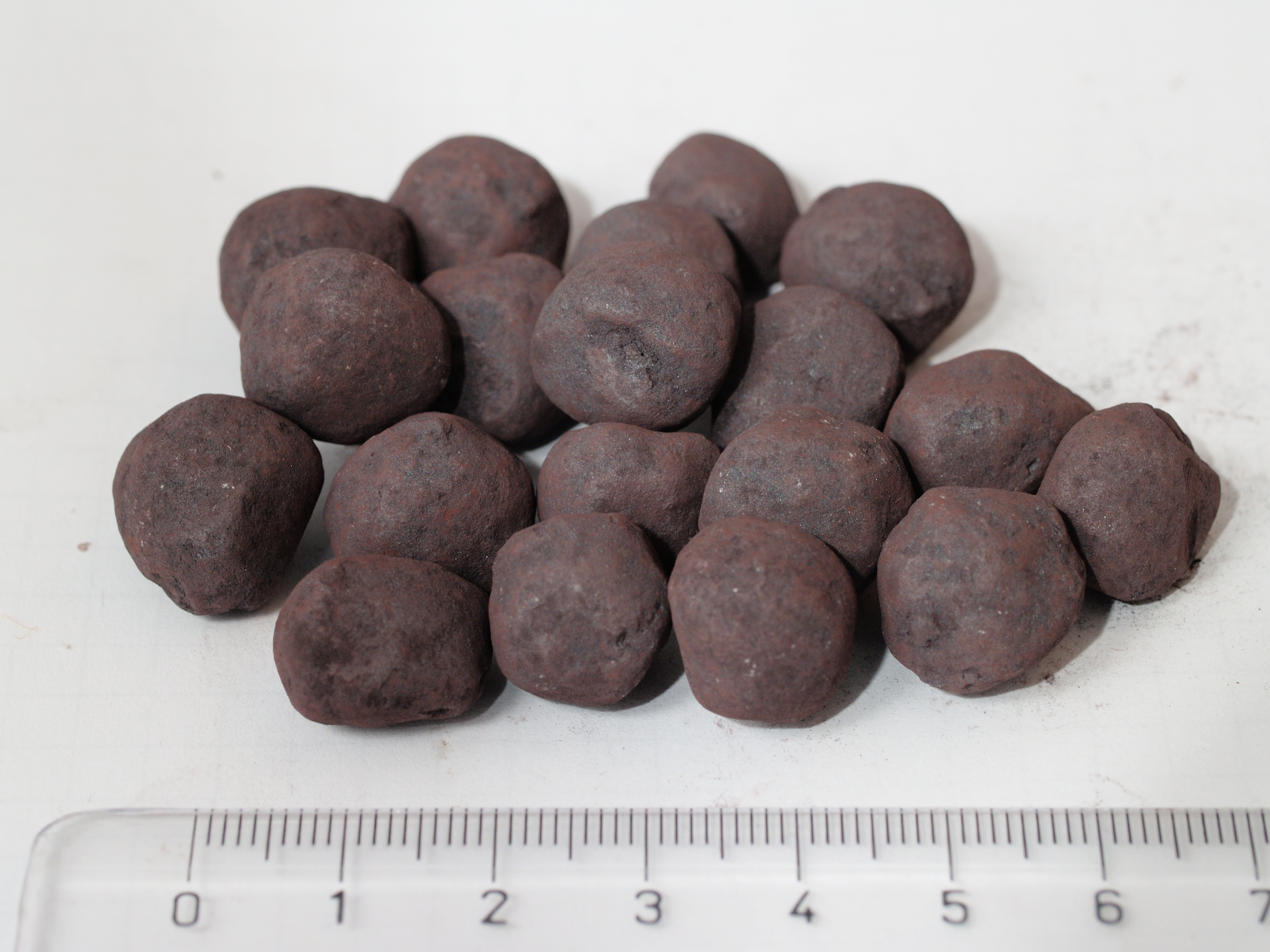
Pellets van ijzererts

Pellets zijn afkomstig van bewerkt taconiet. In de moderne mijnen in Minnesota en Michigan in de V.S. en in die van Oost-Canada wordt taconiet in open mijnbouw gedolven. Taconiet is een zeer hard, fijn korrelig, magnetisch ijzererts en moet eerst omgevormd worden in ijzeroxide pellets. Door vermaling en magnetische scheiding wordt ijzerrijk poeder verkregen. Van dit poeder worden balletjes van zo'n 5 cm in diameter gerold, die vervolgens gebakken worden in een oven om keiharde hoog gas-doorlaatbare knikkers te verkrijgen. Deze zogenoemde pellets bevatten 60% tot 65% ijzer.